# Зыков, Юрий Григорьевич
Ю́рий Григо́рьевич Зы́ков (28 сентября 1947, село Целинное, Алтайский край — 21 июля 2015, Златоуст) — златоустовский поэт и бард, заслуженный работник культуры Российской Федерации (2004), лауреат премий имени братьев Пудовкиных и Константина Скворцова, лауреат главной литературной премии имени Иоанна Златоуста, многократный лауреат и член жюри фестивалей авторской песни.

## Биография
В Златоуст вместе с семьёй переехал в 1955 году. В 1965 году окончил среднюю школу № 8. После окончания школы в течение 15 лет работал на заводе им. В. И. Ленина. Начинал свой путь, работая учеником слесаря, слесарем, технологом, начальником бюро труда и заработной платы цеха механизации. В 1974 году — литературный сотрудник заводской многотиражной газеты «Заводской гудок» (выходила в Златоусте). В 1973 году без отрыва от производства окончил вечерний факультет Златоустовского филиала Челябинского политехнического института (специальность «Технология машиностроения, станки и инструменты»). В редакции городской газеты «Златоустовский рабочий» — с 1980 года. Карьеру начал с простого корреспондента. Дальнейший путь — зав. отделом партийной жизни, ответственный секретарь, с 2001 года — заместитель главного редактора. С поста заместителя главного редактора ушёл в декабре 2012 года.
Умер 21 июля 2015 после длительной болезни.

## Творчество
Писать стихи стал в школьные годы. Литературного таланта набирался в школьной литературной группе «Оазис». Членом городского литературного объединения «Мартен» становится со второй половины 1960-х годов. С этого же времени публикуется в печати, причём не только как поэт; много внимания он уделяет публицистике и прозе. Песни на свои стихи начинает писать с 1973 года под впечатлением сплава по реке Чусовой, в 1978 году становится одним из организаторов городского клуба авторской песни и с 1979 года — фестиваля «Чёрная скала», бессменный участник Грушинских фестивалей, в 1979 на XXII Грушинском фестивале песня Ю. Зыкова «На Куйбышевской волне» была удостоена специального приза.
Стихи и проза Юрия Зыкова опубликованы в газетах «Златоустовский рабочий», «Челябинский рабочий»; журналах «Урал», «Уральский следопыт», «Маховик»; альманахе «Каменный пояс», в коллективных сборниках «Мартен-50» (1977), «Стихи Айской долины» (1994), «Семидесятый оборот» (1997), «Легенды и были Таганая» (2005). Большинство песен Ю. Зыкова стали широко известными среди любителей авторской песни и туристов, они были опубликованы в сборниках: «Мужичье лето» (Златоуст, 2007), «Антология бардовской песни: 100 бардов, 600 песен» (Москва, 2005), «Серебряный Ильмень» (Челябинск, 2001), «Грушинский: книга песен» (Куйбышев, 1990), «Наполним музыкой сердца» (Москва, 1990).

### Произведения
- Азбука для детей // Золотые крылышки /сост. Л. И. Бондаренко. — Златоуст, 2004. — С. 18.
- Белый вечер: стихи // Стихи о Златоусте: в 3 кн. /сост. Н. Ф. Данилевский. — Златоуст-Челябинск, 2002; кн. 2; — С. 54.
- «Благой закат мерцал из-за горы…»; Песенка о метеостанции; Морошка; «Мальчишьим дискантом звеня…»; «Пацан, трехлетний неумеха…»; «Синева с небес слетела…»// Россыпи горного края. — Челябинск, 1998. — С. 64-70.
- Бригада; Нити; «Калёные брызги остыли по серости…»// Мартен — 50: поэзия и проза. — Челябинск, 1977. — С. 66-67
- Гитара по кругу // Наполним музыкой сердца: Антология авторской песни. — М., 1989. — С. 213.
- Гитара по кругу // Грушинский: Книга песен. — Куйбышев, 1990. — С. 259—260.
- Гитара по кругу; На Куйбышевской волне; Ильменскому фестивалю // Серебряный Ильмень. — Челябинск, 2001. — С. 142, 206—208.
- Духовой послевоенный; Ковылял по реке // Синегорье. — Челябинск, 1995. — С. 137-138.
- «Заметили, что смелыми мы стали…»; «Накалились страсти…»: стихи // Южный Урал. — 2001. — № 1. — С. 181—182.
- «Заметили; что смелыми мы стали…»; «Накалились страсти…»: Арбат; «Из круговерти вечной…»; «Ладони сжимают…»; «Ничего у нас не сложится…» // Семидесятый оборот. — Златоуст, 1997. — С. 31-35.
- Зыков, Ю. Г. Мужичье лето / Ю. Г. Зыков. — Златоуст,2007. — 106 с.: ил.
- «Любовь способна исцелить…»; «Заметили, что смелыми мы стали…»; «Скучно…»; Лирическая патриотическая // По совместительству поэт: Лит. проект «Открытие-74». — Челябинск, 2011. — С. 84-86.
- На Куйбышевской волне; Гитара по кругу; «Ни скандалов, ни раздоров…» // Грушинский: фестивальная летопись. — СПб., 2001. — С. 100—101, 277—278.
- На Куйбышевской волне; Гитара по кругу; От Урала и до Волги // Антология бардовской песни: 100 бардов, 600 песен. — М., 2005. — С 365—368.
- На Куйбышевской волне; Гитара по кругу // Бардовские песни: Из золотого фонда авторской песни. — М., 2007. — С. 138—139.
- «На перроне электрички…»; Белый ключ; «Белый вечер, обломки скал..»; Песенка о метеостанции; Метеостанция «Таганай-гора» // Легенды и были Таганая. — Златоуст, 2005. — С. 53-56.
- Опечатка // Век газетной строкой. — Златоуст, 2008 — С. 111.
- От кирки до лопаты; Песня комсомольца; Кино; Морошка; Туманный остров; Свято место; В минусе градусник; Каменная река; Хата с краю // Светунец. — Челябинск, 1982. — С. 95-101.
- «Пацан, трёхлетний неумеха…»; «Примятая ковыльная трава…»; «Ковылял по реке неуклюжий паром…»; «Духовой послевоенный…»; «Мальчишьим дискантом звеня…»//Красные грачи. — Челябинск, 1989. — С. 38-71.
- Раскопки; «Тянет инеем из леска…»" Над кремлёвской стеной; «Дребезжит заезжий трамвайчик…» // Южный Урал: альманах. — Челябинск, 2004. — С. 215—216.
- Романс; Метеостанция «Таганай — гора»; «Ты птица, загнанная в клетку…»; «Я стал почти смирен…» // Стихи Айской долины. — Златоуст, 1994. — С 65-67.
- Свято место; Горький лог; Белый ключ" Фронтовые бригады // Гроздья рябины. — Современник, 1984. — С. 32-35.
- Старина; Песня беспокойства; Каменная река; «Я кланяюсь тебе, костёр…»; Отпуск на юге; Раскопки // Утро. — М, 1983. — С. 95-98.

### О жизни и творчестве Ю. Г. Зыкова
- Глыбовская, Н. Ф. Зыков Юрий Григорьевич /Н. Ф. Глыбовская // Челябинская область: энцикл.: в 7 т.- Челябинск, 2008. — Т. 2. — С. 528.
- Глыбовская, Н. Ф. «…Я примеряю пальчики на грифе…» /Н. Ф. Глыбовская // Оазис многозвучный: Оптимистическая история в стихах и в прозе, в воспоминаниях и документах /Ред.-сост. В. А. Черноземцев. — Златоуст, 2010. — С.179-183.
- Зыков Юрий Григорьевич // Серебряный Ильмень. — Челябинск, 2001. — С. 156.
 Краткая справка. Поэт, член литературного объединения «Мартен», лауреат Ильменского фестиваля.
- Итоги фестиваля // Грушинский: кн. песен. — Куйбышев, 1990. — С. 102—105.
 Специального приза 12 фестиваля удостоен Ю. Зыков (Златоуст) за песню «На Куйбышевской волне». Текст и ноты даны.
- Козлов, А. В. Зыков Юрий Григорьевич / А. В. Козлов // Златоустовская энциклопедия: в 2-х т. / ред. — сост. А. В. Козлов [и др.] — Златоуст, 1997. — Т. 1. — С. 146.
- Юрий Зыков // Козлов, А. В. Прозой, стихом и газетной строкой: В литературной гостиной «ЗР» / А. В. Козлов. — Златоуст, 2008. — С.61-63.
- Хвостова, А. М. Заслужил «заслуженного!» /А. М. Хвостова // Златоуст. рабочий. — 2004. — 11 дек. — С. 1.
 О присвоении почётного звания «Заслуженный работник культуры» заместителю главного редактора газеты «Златоустовский рабочий» Ю. Г. Зыкову.
- Юрий Григорьевич Зыков: [биография] // Златоуст. рабочий. — 2008. — 22 марта. — С. 2.
- «Я — поэт детали…»: [беседа с поэтом / записала К. Шубина] / Ю. Г. Зыков // Южноуральская панорама. — 2007. — 13 дек. — С. 11.
- Рыжкова Любовь. Русские поэты почвенники XX – первой четверти XXI вв.: уральский поэтический феномен // МолОко, 2017. [Электронный ресурс]. URL: http://moloko.ruspole.info/node/8677